# Tinovul Apa Roșie
Tinovul Apa Roșie este o arie protejată (arie specială de conservare — SAC, sit de importanță comunitară — SCI) din România, desemnată în scopul protejării biodiversității și menținerii într-o stare de conservare favorabilă a florei spontane și faunei sălbatice, precum și a habitatelor naturale de interes comunitar aflate în arealul zonei de protecție. Aceasta este situată în estul Transilvaniei (în Munții Nemira), pe teritoriul județului Covasna.

## Localizare
Aria naturală se află în extremitatea nord-estică a județului Covasna (la limita de graniță cu județele Bacău și Harghita), pe teritoriile administrative ale comunelor Mereni și Poian, în bazinul superior al pârâului Valea Roșie, un afluent de stânga al Oltului.

## Înființare
Zona a fost declarată sit de importanță comunitară prin Ordinul Ministerului Mediului și Dezvoltării Durabile Nr.1964 din 13 decembrie 2007 (privind instituirea regimului de arie naturală protejată a siturilor de importanță comunitară, ca parte integrantă a rețelei ecologice europene Natura 2000 în România) și se întinde pe o suprafață de 66,8 hectare.
Situl reprezintă o zonă naturală (păduri de amestec, pajiști naturale, stepe, turbării oligotrofe și mezo-oligotrofe, răriști de molidișuri) încadrată în bioregiunea alpină a Munților Nemirei (grupă muntoasă a Carpaților Moldo-Transilvani, aparținând lanțului carpatic al Orientalilor).

## Biodiversitate
Arealul „Tinovul Apa Roșie” a fost desemnat ca sit Natura 2000, în scopul protejării biodiversității și menținerii într-o stare de conservare favorabilă a florei sălbatice, precum și a trei tipuri de habitate naturale de interes comunitar: Turbării active, Turbării cu vegetație forestieră și Mlaștini turboase de tranziție și turbării oscilante (nefixate de substrat).

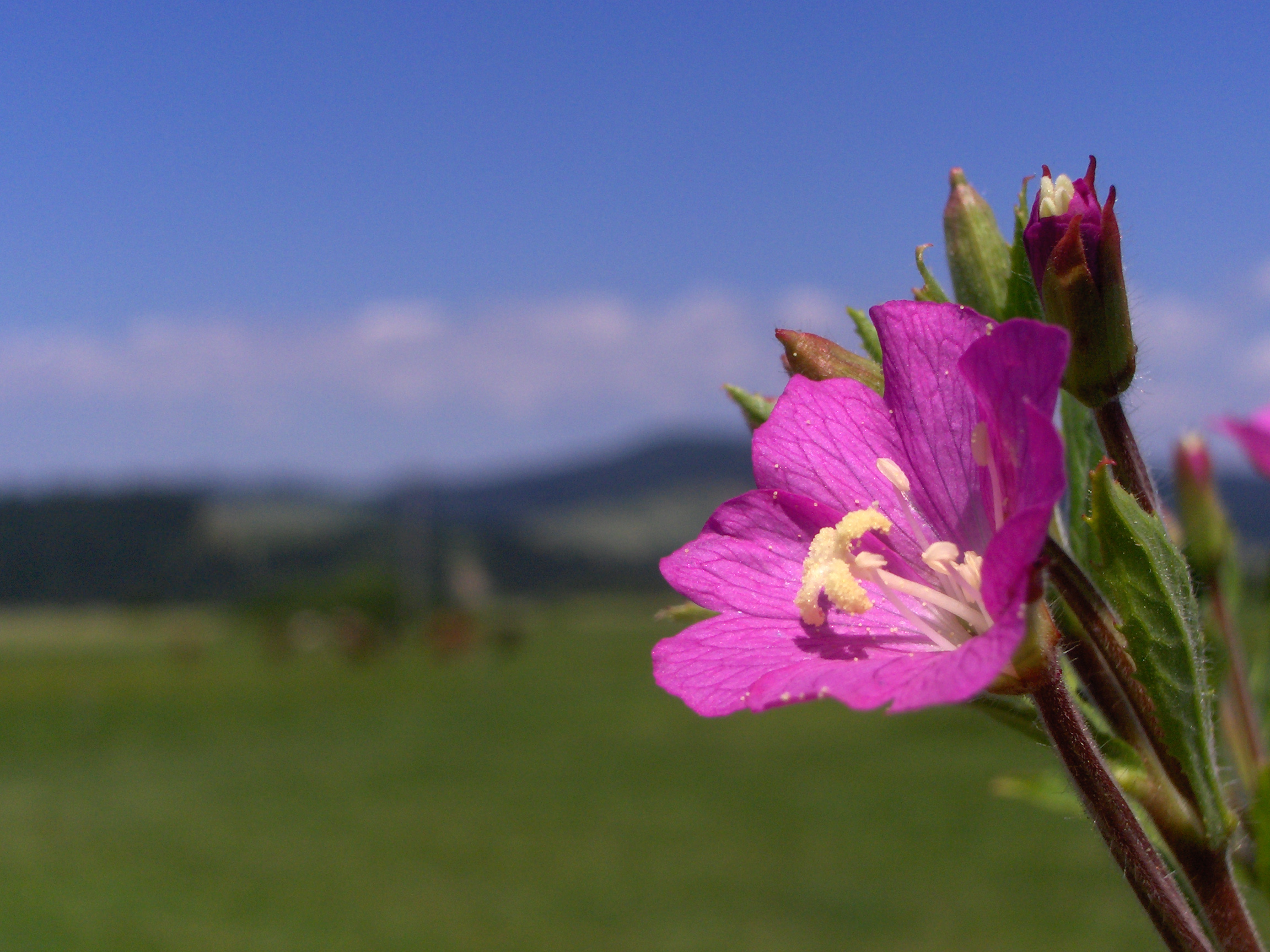
Pufuliță (Epilobium hirsutum)

Situl prezintă o arie de mlaștini turboase cu vegetație ierboasă, în alternanță cu pâlcuri de păduri în amestec, formate din pin de pădure (Pinus sylvestris), molid (Picea abies) și mesteacăn (Betula pendula), mesteacăn pitic (Betula humilis), mesteacăn pufos (Betula pubescens subsp. carpatica), arin-alb (Alnus incana), răchită (Salix pentandra), merișor (Vaccinium vitis-idaea), afin (Vaccinium myrtillus), răchițeauă (Vaccinium oxycoccos). 
La nivelul ierburilor sunt întâlnite două specii de plante protejate  prin Directiva Consiliului European 92/43/CE din 21 mai 1992 (privind conservarea habitatelor naturale și a speciilor de faună și floră sălbatică): angelica (Angelica palustris) și ligularia (Ligularia sibirica). Acestea vegetează alături de alte rarități floristice cu specii de: Mâna Maicii Domnului (Dactylorhiza maculata), ferigă de mlaștină (Dryopteris cristata), coada-calului (Equisetum sylvaticum), pufuliță (Epilobium hirsutum), bumbăcăriță (Eriophorum vaginatum), pedicuță (Lycopodium clavatum), taulă (Spiraea salicifolia), brădișor (Lycopodiella inundata), cornișor (Lycopodium annotinum), trifoi de baltă (Menyanthes trifoliata), cucută-de-apă (Circaea lutetiana), rugină (Juncus conglomeratus), pipirig (Juncus compressus, Juncus conglomeratus), spetează (Juncus effusus) sau rogozuri cu specii de Carex diandra, Carex riparia, Carex nigra.
Fauna sitului are în componență mai multe specii de mamifere, păsări, reptile și amfibieni; dintre care unele protejate la nivel european prin aceeași Directivă CE 92/43/CE din 21 mai 1992 sau aflate pe lista roșie a IUCN; astfel:  urs brun (Ursus arctos), lup cenușiu (Canis lupus), râs eurasiatic (Lynx lynx), cerb (Cervus elaphus), căprioară (Capreolus capreolus), jder (Martes martes), veveriță (Sciurus carolinensis); cocoșul de munte (Tetrao urogallus), mierlă de piatră (Monticola saxatilis), șopârla de munte (Lacerta vivipara), năpârcă (Natrix natrix), vipră (Vipera berus), ivorașul-cu-burta-galbenă (Bombina variegata), tritonul cu creastă (Triturus cristatus).

## Căi de acces
- Drumul național DN11, pe ruta: Târgu Secuiesc - Lunga- Lemnia - drumul comunal DC2B[14].

## Monumente și atracții turistice
În vecinătatea sitului se află câteva obiective de interes istoric, cultural și turistic (lăcașuri de cult, situri arheologice, arii protejate); astfel:

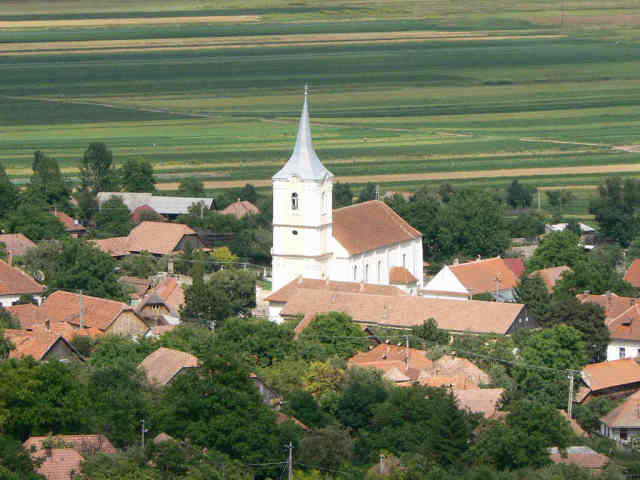
Poian

- Biserica romano-catolică „Sf. Mihail” din Lemnia, construcție secolul al XVI-lea, monument istoric (cod LMI CV-II-m-A-13234.01).
- Biserica romano-catolică „Găsirea Sfintei Cruci” din Poian, construcție secolul al XVIII-lea, monument istoric (cod LMI CV-II-m-B-13255.01).
- Ansamblul bisericii romano-catolice "Sf. Simon și Iuda" din Estelnic (biserica și zidul de incită cu turn-clopotniță), construcție secolul al XVIII-lea, monument istoric (cod LMI CV-II-a-A-13213).
- Așezarea romană de la Poian (sec. II - III p. Chr., Epoca romană).
- Situl arheologic de la Poian (așezări atribuite perioadelor: sec. IX - X, Epoca medievală timpurie; sec. VI, Epoca migrațiilor; Latène, Cultura geto - dacică; Epoca bronzului târziu, Cultura Noua).
- Aria protejată Creasta Nemirei, sit de importanță comunitară.